# Voie rapide H5 (Slovénie)
Pour les articles homonymes, voir H5.
La voie rapide H5 (slovène : Hitra cesta H5) est une voie rapide slovène de 7,8 km allant de la frontière italienne à Koper.

## Parcours
- Italie SS 15
- 1 : Plavje (en), Hrvatini (en)
- 2 : Škofije (sl), Ancarano
- 3 : Dekani (en), Rižana
- Échangeur entre H5 et A1 ( 50) : Ljubljana, Koper
- 4 : Bertoki (en), Sveti Anton (en)
- 5 : Koper-center

## Route européenne
- E751